# Renuntiatio

Le renuntiatio est une cérémonie sous la République romaine durant laquelle les résultats des élections des magistrats sont proclamés officiellement.
Au début de l'Empire, les comices centuriates perdent tous leurs pouvoirs électoraux. Leur rôle se réduit à assister à la renuntiatio, qui permet à l’empereur de proclamer que les magistrats sont élus par le peuple souverain. Par la suite, cette opération est réalisée par le Sénat lui-même, sous le contrôle de l'empereur.